# Ratiopharm

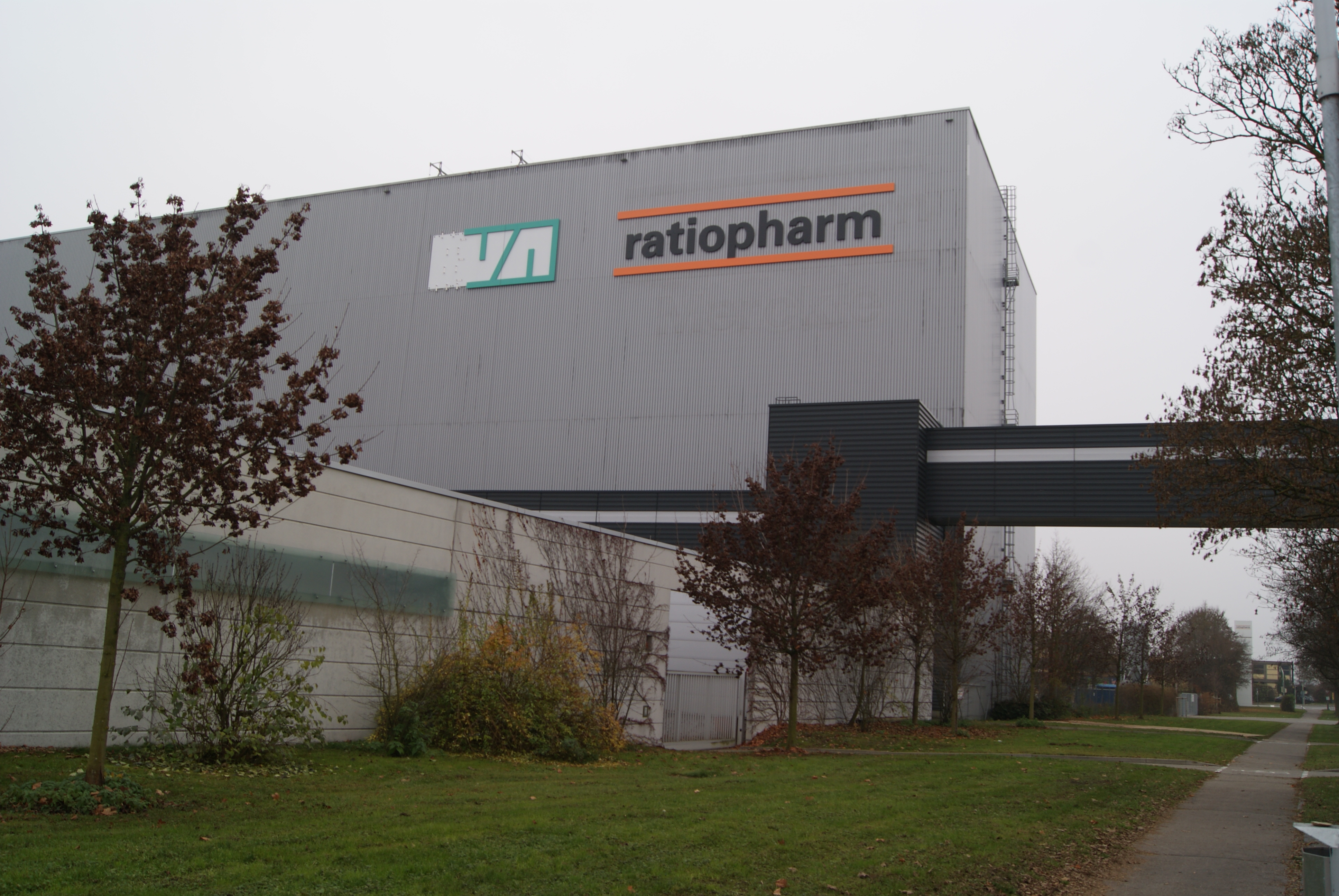
Depósito de Ratiopharm

Ratiopharm es una compañía farmacéutica de origen alemán. Es líder en genéricos de marca en Europa.
Ratiopharm era propiedad de Adolf Merckle. Fabrica productos farmacéuticos genéricos. Tiene su base en Ulm, Alemania, y sus productos se distribuyen en más de 35 países de todo el mundo.
El 18 de marzo de 2010 Teva anunció que planeaba adquirir Ratiopharm por 5 mil millones de dólares. El 10 de agosto de 2010 Teva anunció que había completado la adquisición de Ratiopharm.